# 河东郡 (侨郡)
河东郡，中国古代设置的侨郡。
晉成帝咸康三年（337年），征西將軍庾亮以司州僑戶立河東郡，治聞喜（今湖北省松滋县西），屬荊州。東晉時，僑立弘農郡，後省為縣，併入河東郡。宋初，河東郡領八縣：廣戚、弘農、臨汾、安邑、聞喜、永安、松滋、譙。宋孝武帝孝建二年（455年），廣戚縣併入聞喜縣，弘農、臨汾二縣併入松滋縣，安邑縣併入永安縣。
隋文帝开皇九年（589年），滅陳，廢河東郡為松滋縣，其地屬荊州。

## 行政長官

### 河東太守（337年—486年）
- 桓石虔，小字鎮惡，譙國龍亢人，晉孝武帝太元六年（381年）到九年（384年）領。[3]
- 羊徽，字敬猷，泰山南城人，晉安帝義熙十四年（418年）到晉恭帝元熙二年（420年）在任。[4]
- 沈林子，字敬士，吳興武康人，晉恭帝元熙二年（420年）到宋武帝永初中在任。[5]
- 謝遯，陳郡陽夏人，宋文帝元嘉三年（426年）伏誅。[6]
- 申恬，字公休，魏郡魏人，宋文帝元嘉中在任。[7]
- 劉道濟，沛郡蕭人，宋文帝元嘉中在任。[8]
- 裴方明，宋文帝元嘉中在任。[8]
- 劉恢，字景度，南譙王世子，彭城人，宋文帝元嘉末在任。[9]
- 徐遺寶，字石雋，高平金鄉人，宋孝武帝元嘉三十年（453年）除，不之官。[9]
- 吳喜公，吳興臨安人，宋孝武帝時在任。[10]
- 崔慧景，字君山，清河東武城人，宋順帝昇明二年（478年）到齊高帝建元元年（479年）在任。[11]
- 王秀之，字伯奮，琅邪臨沂人，齊高帝建元元年（479年）除，辭郡不受。[12]

### 河東內史（486年—498年）
- 垣榮祖，字華先，下邳人，齊武帝永明中在任。[13]
- 張欣泰，字義亨，竟陵人，齊武帝永明八年（490年）出領。[11]

### 河東太守（498年—531年）
- 謝幾卿，陳郡陽夏人，梁武帝普通初在任。[14]
- 蔡澹，南陽冠軍人，梁武帝時在任。[15]

### 河東內史（531年—550年）
- 裴之橫，字如岳，河東聞喜人，梁元帝太清三年（549年）承制時出任。[16]

### 河東太守（550年—573年）
- 王質，字子貞，琅邪臨沂人，梁元帝太清中承制時帶。[17]
- 徐世譜，字興宗，巴東魚復人，梁元帝承聖元年（552年）到三年（554年）領。[18]
- 劉廣德，南陽涅陽人，陳廢帝光大中出任，陳宣帝太建元年（569年）卒官。[17]

## 國主

### 南朝齊河東國（486年—498年）
| 河東國（486年—498年）丨食邑2000戶 |          |    |      |             |                |
| 代數                              | 封爵     | 謚 | 姓名 | 在位時間    | 備註           |
| 1                                 | 河東郡王 |    | 蕭鉉 | 486年—498年 | 齊高帝第十九子 |
| 伏誅，國除                        |          |    |      |             |                |

### 南朝梁河東國（531年—550年）
| 河東國（531年—550年）\|食邑2000戶 |          |        |      |             |            |
| 代數                              | 封爵     | 謚     | 姓名 | 在位時間    | 備註       |
| 1                                 | 河東郡王 | 武桓王 | 蕭譽 | 531年—550年 | 蕭統第二子 |
| 伏誅，國除                        |          |        |      |             |            |

### 南朝陳河東國（573年—589年）
| 河東國（573年—589年） |          |        |        |             |              |
| 代數                  | 封爵     | 謚     | 姓名   | 在位時間    | 備註         |
| 1                     | 河東郡王 | 康簡王 | 陳叔獻 | 573年—580年 | 陳宣帝第九子 |
| 2                     | 河東嗣王 |        | 陳孝寬 | 583年—589年 | 陳叔獻子     |
| 陳亡，國除            |          |        |        |             |              |